# سينثيا روبنسون
سينثيا روبنسون (بالإنجليزية: Cynthia Robinson)‏ هي موسيقية ومغنية أمريكية، ولدت في 12 يناير 1946 في ساكرامنتو في الولايات المتحدة، وتوفيت في 23 نوفمبر 2015 في Carmichael, California ‏ في الولايات المتحدة بسبب سرطان.

## وصلات خارجية
- سينثيا روبنسون على موقع ميوزك برينز (الإنجليزية)
- سينثيا روبنسون على موقع ديسكوغز (الإنجليزية)